# Mareşal Fevzi Çakmak, Çanakkale
Mareşal Fevzi Çakmak là một xã thuộc thành phố Çanakkale, tỉnh Çanakkale, Thổ Nhĩ Kỳ. Dân số thời điểm năm 2011 là 243 người.